# ノルチャ
ノルチャ（伊: Norcia）は、イタリア共和国ウンブリア州ペルージャ県にある、人口約4,500人の基礎自治体（コムーネ）。
黒トリュフとプロシュット（生ハム）が特産品として知られる観光地。ベネディクト修道会創設者である聖ベネディクトゥス（ヌルシアのベネディクトゥス）は当地の出身である。

## 名称
ラテン語ではヌルシア（Nursia）と呼ばれる。英語でも伝統的には、ラテン語形に基づく Nursia [ˈnɜːrsiə] の名で呼ばれてきた。
イタリア語では [ˈnɔrtʃa] と発音される。日本語文献では「ノルチャ」のほか、「ノルチア」などの転記例がある。

## 地理

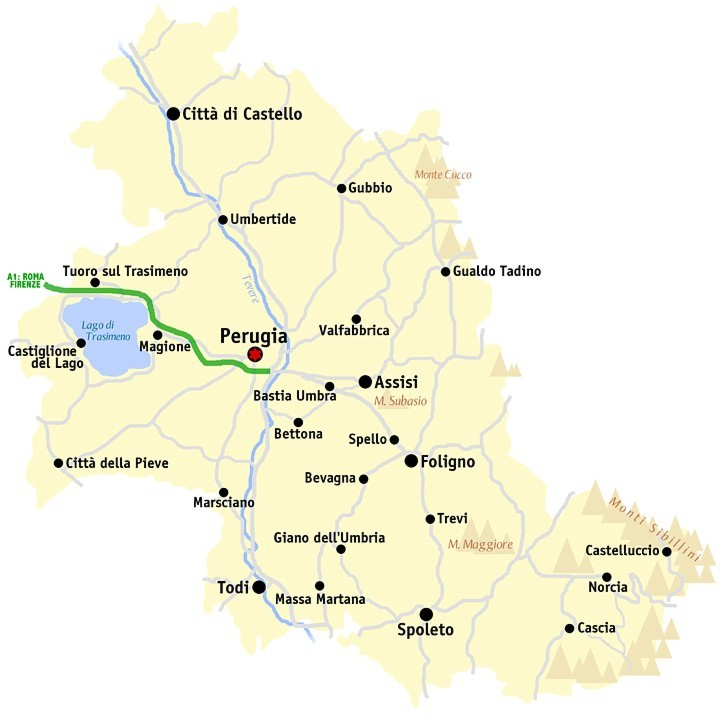
ペルージャ県概略図

### 位置・広がり
ペルージャ県の南東部、ヴァルネリーナ地方に位置する町で、スポレートから東へ約30km、アスコリ・ピチェーノから西へ約40km、テルニから北東へ約45km、ラクイラから北北西へ約55km、県都ペルージャから南東へ約67kmの距離にある。コムーネの面積は約 274 km2 に及び、北から東にかけてマルケ州、南にラツィオ州と境界を接する。
| 隣接するコムーネは以下の通り。括弧内のAPはアスコリ・ピチェーノ県（マルケ州）、 MCはマチェラータ県（マルケ州）、RIはリエーティ県（ラツィオ州）所属を示す。 - プレーチ - 北西 - カステルサンタンジェロ・スル・ネーラ (MC) - 北東 - モンテモーナコ (AP) - 北東 - アルクアータ・デル・トロント (AP) - 東 - アックーモリ (RI) - 南東 - チッタレアーレ (RI) - 南 - カーシア - 南西 - チェッレート・ディ・スポレート - 西 |

### 気候分類・地震分類
ノルチャにおけるイタリアの気候分類 (it) および度日は、zona E, 2608 GGである。
また、イタリアの地震リスク階級 (it) では、zona 1 (sismicità alta) に分類される。

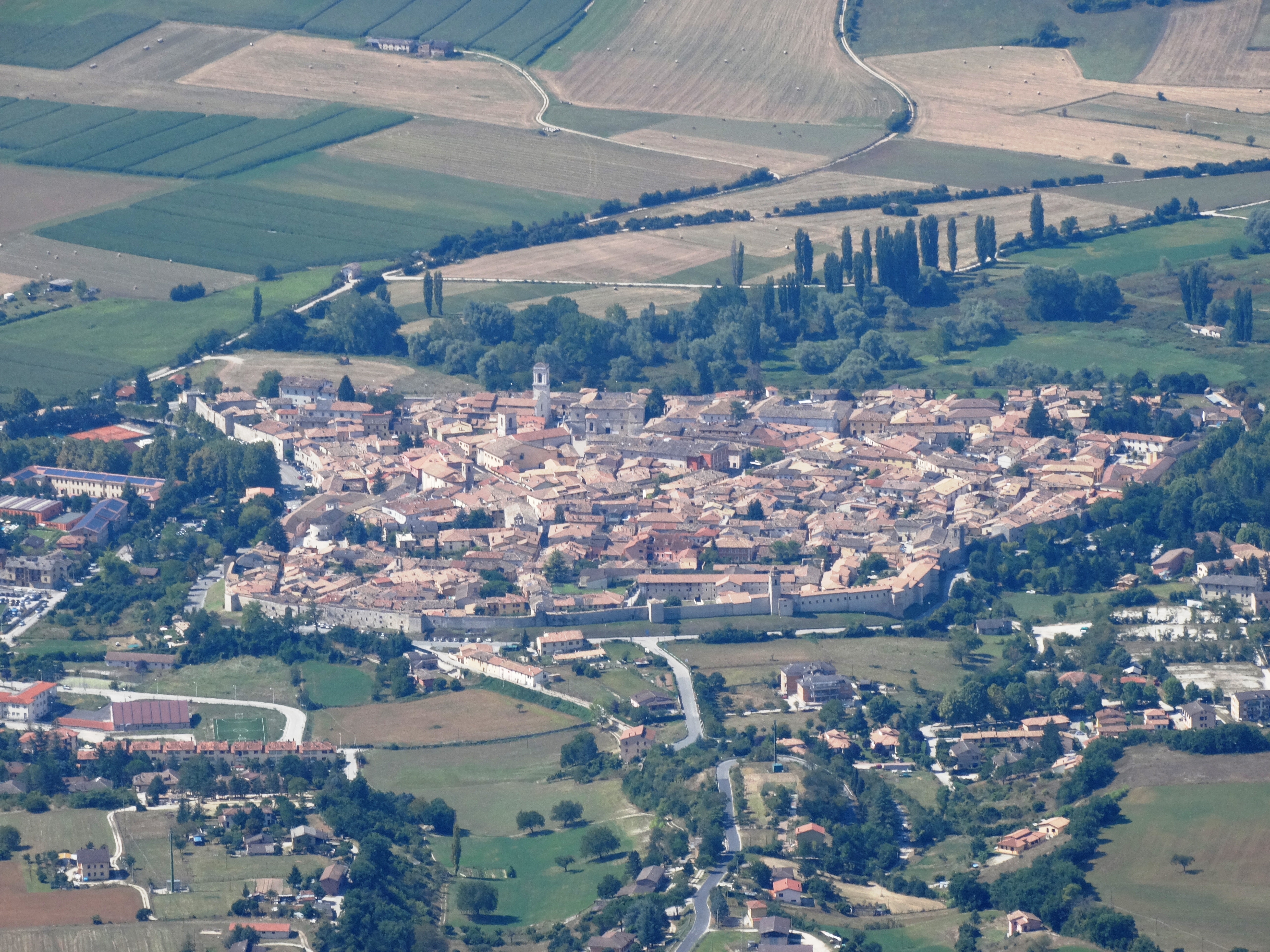
Monte Patino からのノルチャ市街
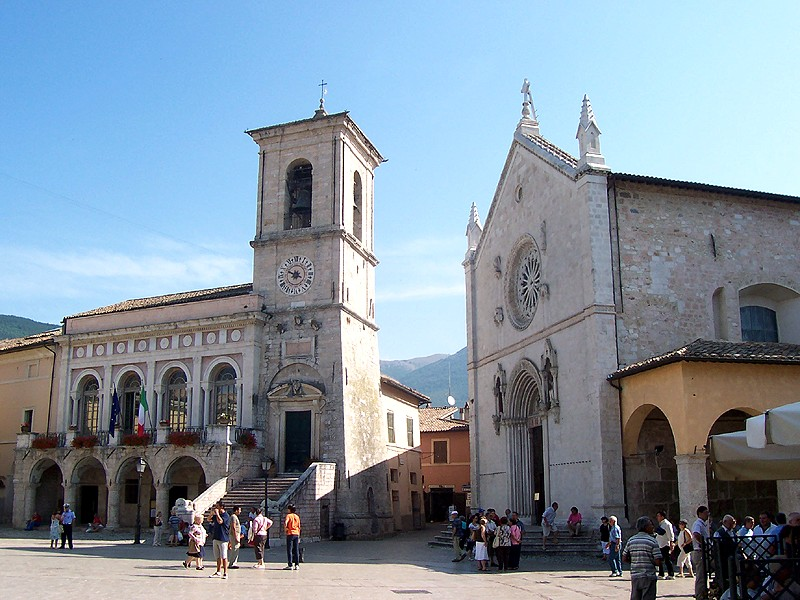
サンベネデット広場 (Piazza San Benedetto)。市庁舎 (Palazzo Comunale、左)とサンベネデット教会 (Basilica di San Benedetto)
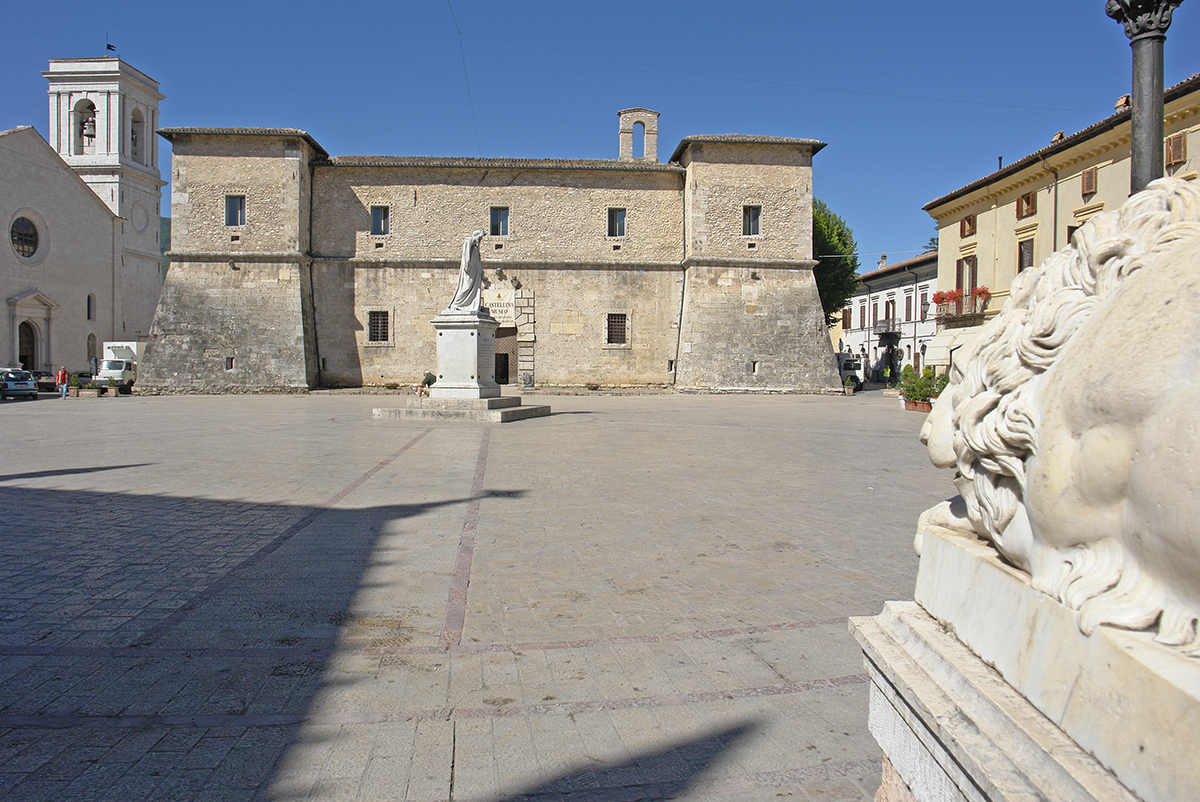
ノルチャのカステッリーナ (la Castellina)。サンベネデット広場に面する

## 歴史
ノルチャ地域での人類の居住の痕跡は新石器時代にさかのぼる。
都市の歴史は、紀元前5世紀にサビニ人が定住したことで始まる。ラテン語ではヌルシア（Nursia）と呼ばれ、第二次ポエニ戦争中の紀元前205年にローマの同盟国となった。現存最古のローマの遺跡は1世紀頃のものである。
ベネディクト修道会の創設者ベネディクトゥスと彼の双子の妹スコラスティカは、480年に当地で生まれた。8世紀には、聖ベネディクトゥス生誕の地への巡礼者のための礼拝堂が建設された。10世紀には修道士がノルチャに来た。今日、修道士たちは古代ローマ時代の遺跡の上に建てられた聖ベネディクト修道院 (Monastery of St. Benedict (Norcia)) で生活を送っている。
ノルチャは6世紀にランゴバルド人（ランゴバルド王国）によって征服され、スポレート公国の一部となった。9世紀にはイスラム教徒（サラセン人）の攻撃に苦しめられ、深刻な荒廃の時代を迎えている。11世紀には、神聖ローマ皇帝ハインリヒ2世の所領の一部となった。
12世紀には、政治的・経済的な威信の高まりとともに、教皇領内における独立コムーネとなった。コムーネとベネディクト会修道院との協力は、外科医学学校Schola Chirurgica の創設を導いた。この機関での研究は、ノルチャ住民の養豚業における繁殖の改善をもたらした。しかし、スポレート公国の権力と、1324年の地震によって、ノルチャ市民の野心は阻止された。1354年、ノルチャは再び教皇の権威に服することとなった。

### 近現代
20世紀後半以降も、ノルチャはたびたび大きな地震に見舞われている。1979年のノルチャ地震では多くの建物が倒壊し、大きな被害が出た。1997年の地震 (1997 Umbria and Marche earthquake) でも犠牲者が出ている。こうした度々の地震による被害を受け、特に1997年の地震以降は急速に耐震化が進められた。
2016年8月24日未明、ノルチャの南東10kmを震源とする大きな地震（イタリア中部地震）が発生した。震源地からおおむね同じ距離にあるアマトリーチェでは家屋倒壊によって多数の犠牲者が出たのに対し、ノルチャでは歴史的建築物が損傷したものの被害はほとんどなく、死者も出なかった。人的被害がほぼ皆無であったことの要因には、同市が進めてきた耐震化が挙げられている。

## 行政

### 分離集落

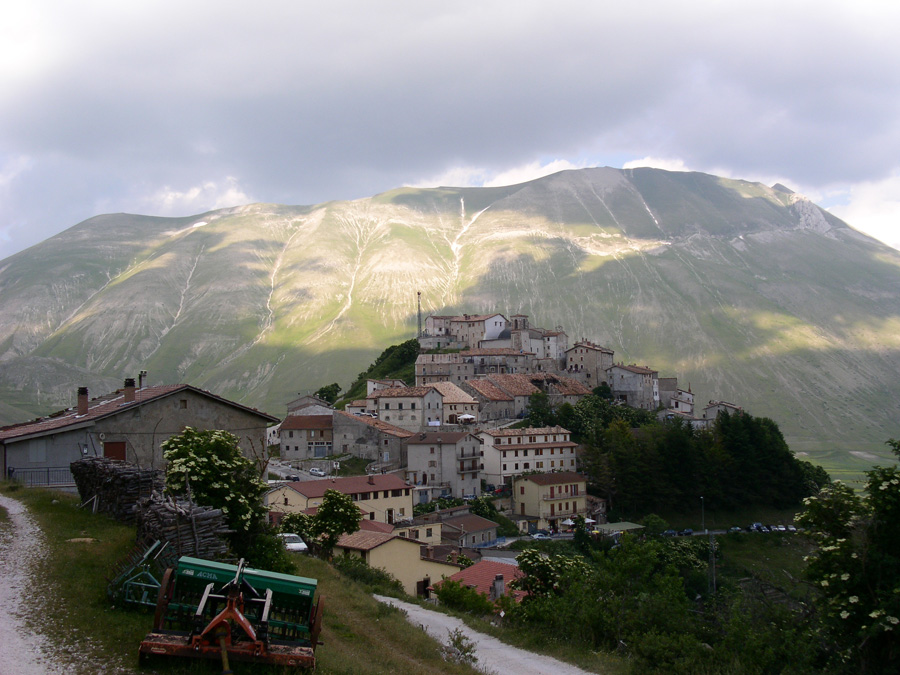
分離集落 Castelluccio と Monte Vettore

ノルチャには、以下の分離集落（フラツィオーネ）がある。
- Agriano, Aliena, Ancarano, Biselli, Campi, Capo del colle, Casali di Serravalle, Castelluccio, Cortigno, Forca Canapine, Fontevena, Forsivo, Frascaro, Legogne, Nottoria, Ocricchio, Ospedaletto, Paganelli, Pescia, Piè del colle, Piè la Rocca, Piediripa, Popoli, San Marco, San Pellegrino, Sant'Andrea, Sant'Angelo, Savelli, Serravalle, Valcaldara

## 文化・観光
「イタリアの最も美しい村」クラブ加盟コムーネである。

### 食文化
黒トリュフの産地として世界的に知られており、またプロシュット（生ハム）をはじめとした豚肉加工品（サラミ、ソーセージなど）が特産品として知られている。また、市域に含まれる高原地帯の分離集落カステルッチョ (it:Castelluccio (Norcia)) は、レンズマメの産地として著名である。
以下の品目の名称は保護指定地域表示(IGP)の対象となっており、地理的表示が保護されている。
- プロシュット・ディ・ノルチャ (it:Prosciutto di Norcia)  - ノルチャを中心とする5コムーネ
- カステルッチョのレンズマメ (it:Lenticchia di Castelluccio di Norcia) [14] - カステルッチョ

ノルチャにおける生ハム生産の歴史は紀元前にさかのぼるとされ、多くのノルチャ出身者が加工技術を携えて各地に広がり、ノルチャの生ハムの名声を広げた。豚肉を中心とした加工肉を扱う店舗をイタリア語で「ノルチネリア」(Norcineria)と呼ぶのは、当地が由来である。ノルチャ市内にも多くの「ノルチネリア」が軒を連ねる。
黒トリュフはノルチャの近郊で採取される。2月週末には「黒トリュフ祭り」が開催される。

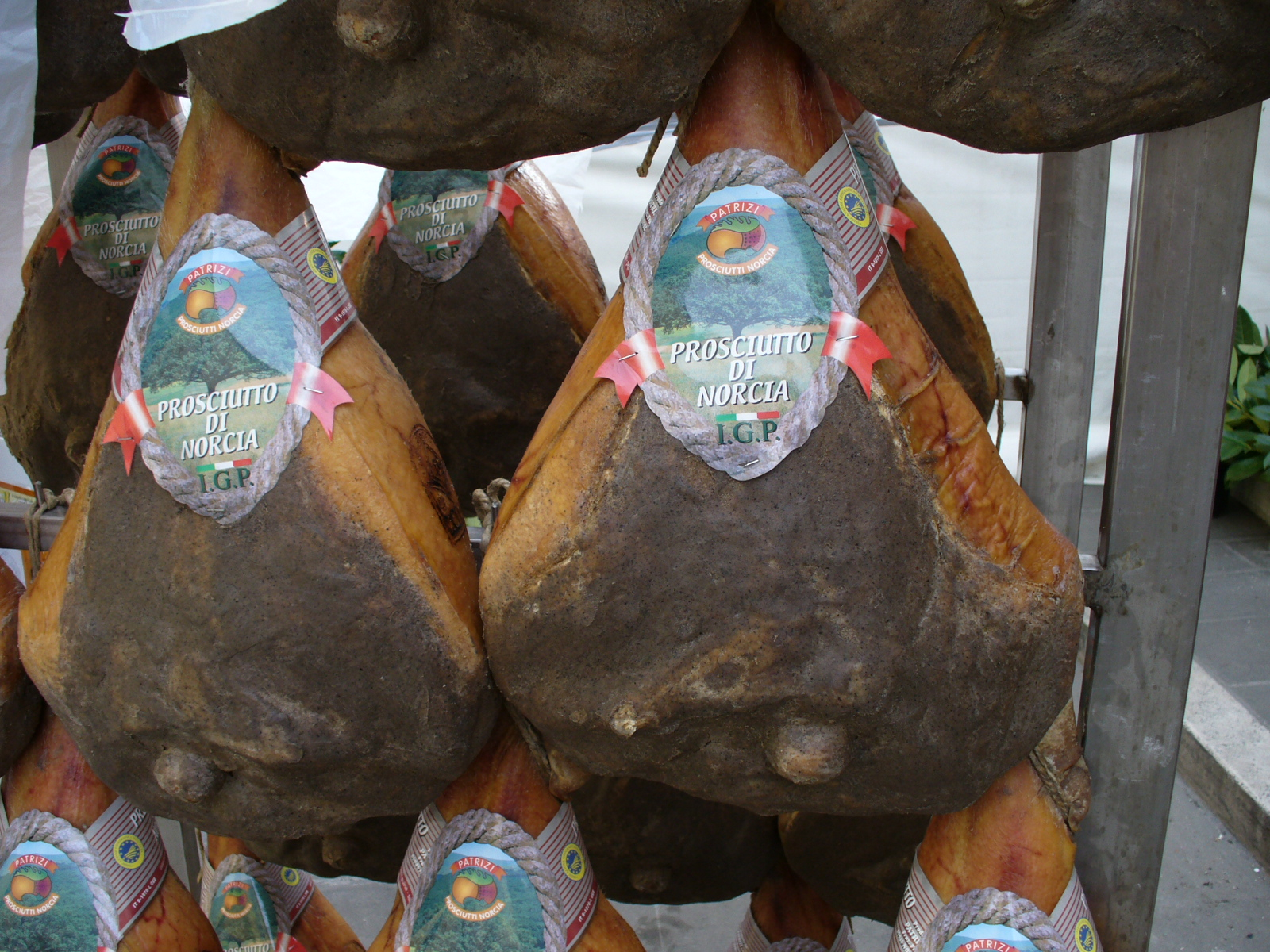
プロシュット・ディ・ノルチャ
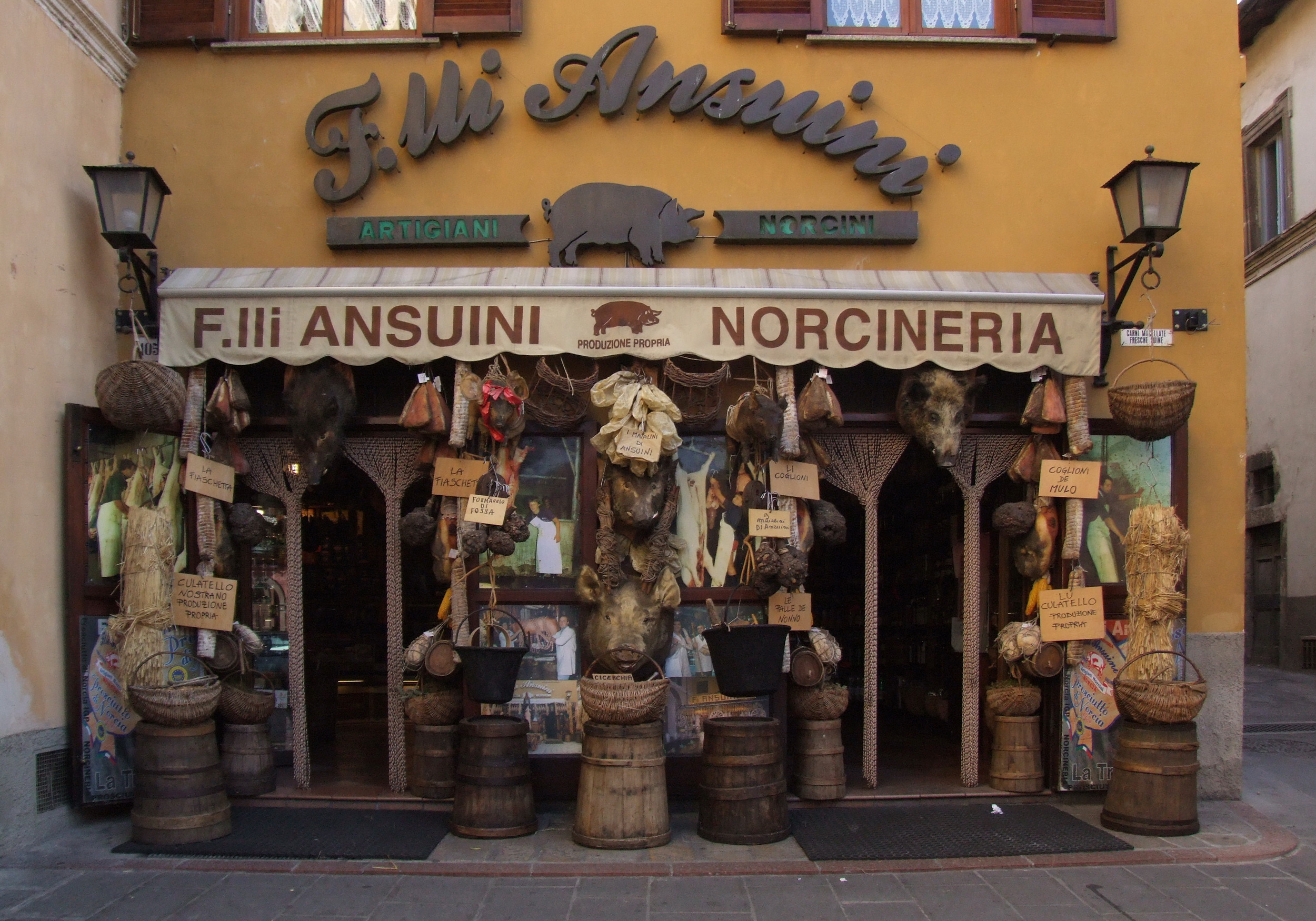
ノルチャのノルチネリアの例
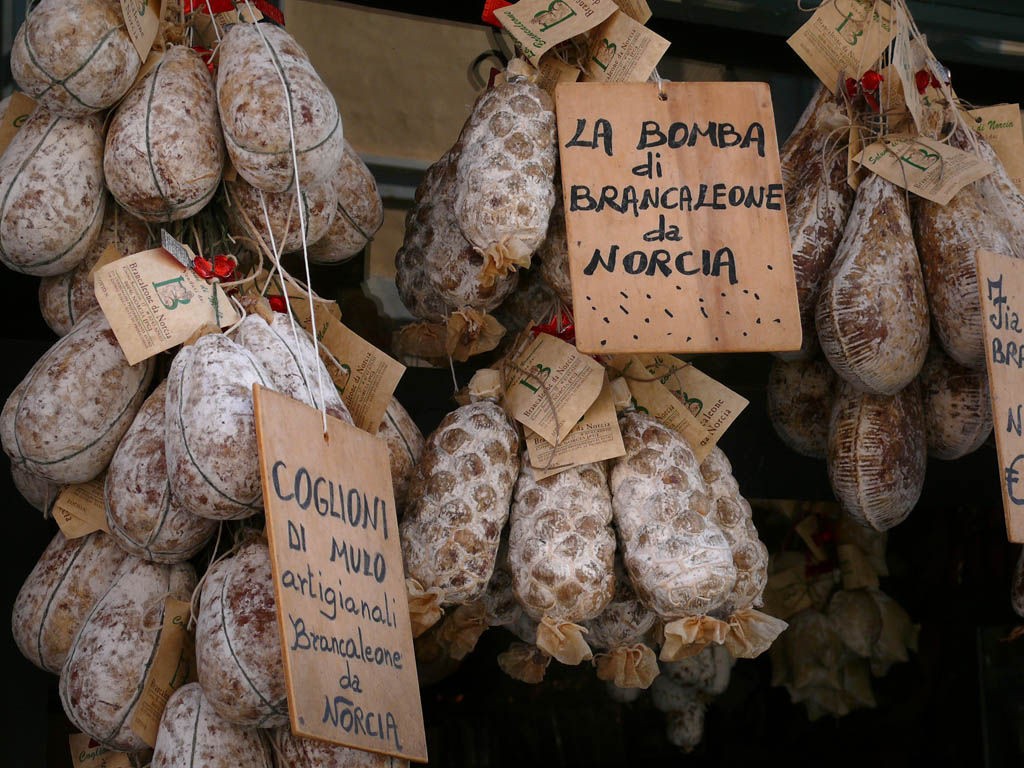
ソーセージ類
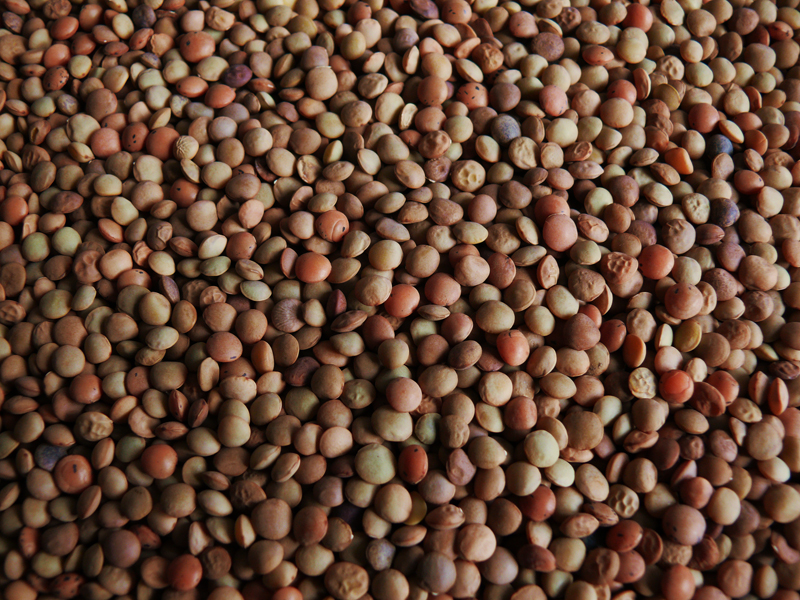
カステルッチョのレンズマメ

## 交通

### 道路
- SS396  (it:Strada statale 396 di Norcia)
- SS685  (it:Strada statale 685 delle Tre Valli Umbre)

## 人物

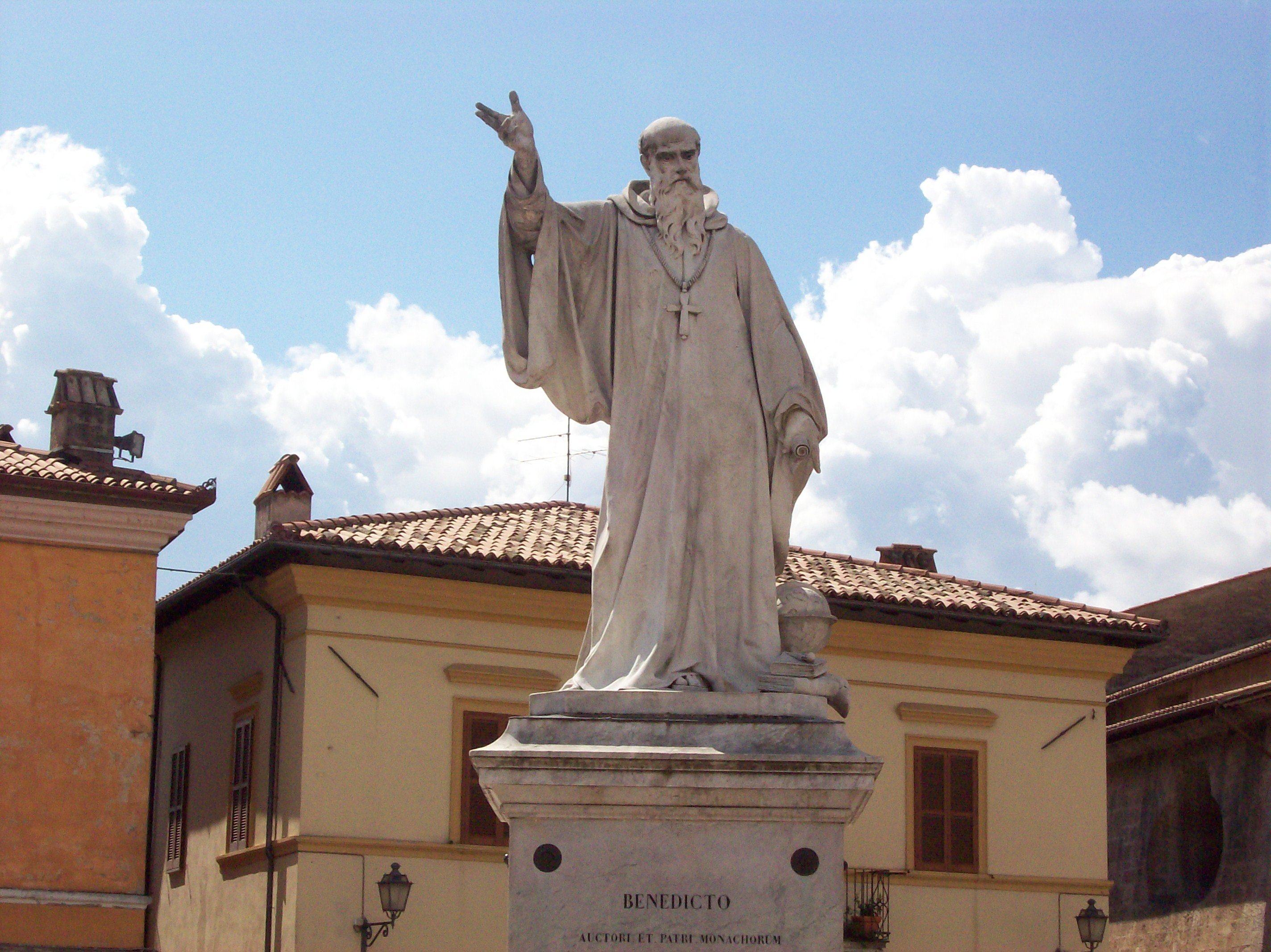
サンベネデット広場 (Piazza San Benedetto) にある聖ベネディクトゥス像

- クィントゥス・セルトリウス - 古代ローマの政治家、軍人
- ヌルシアのベネディクトゥス（聖ベネディクトゥス） - ベネディクト修道会創設者
- スコラスティカ（聖スコラスティカ） - ベネディクトゥスの姉妹と伝わる修道女